# První máj (svátek zamilovaných)

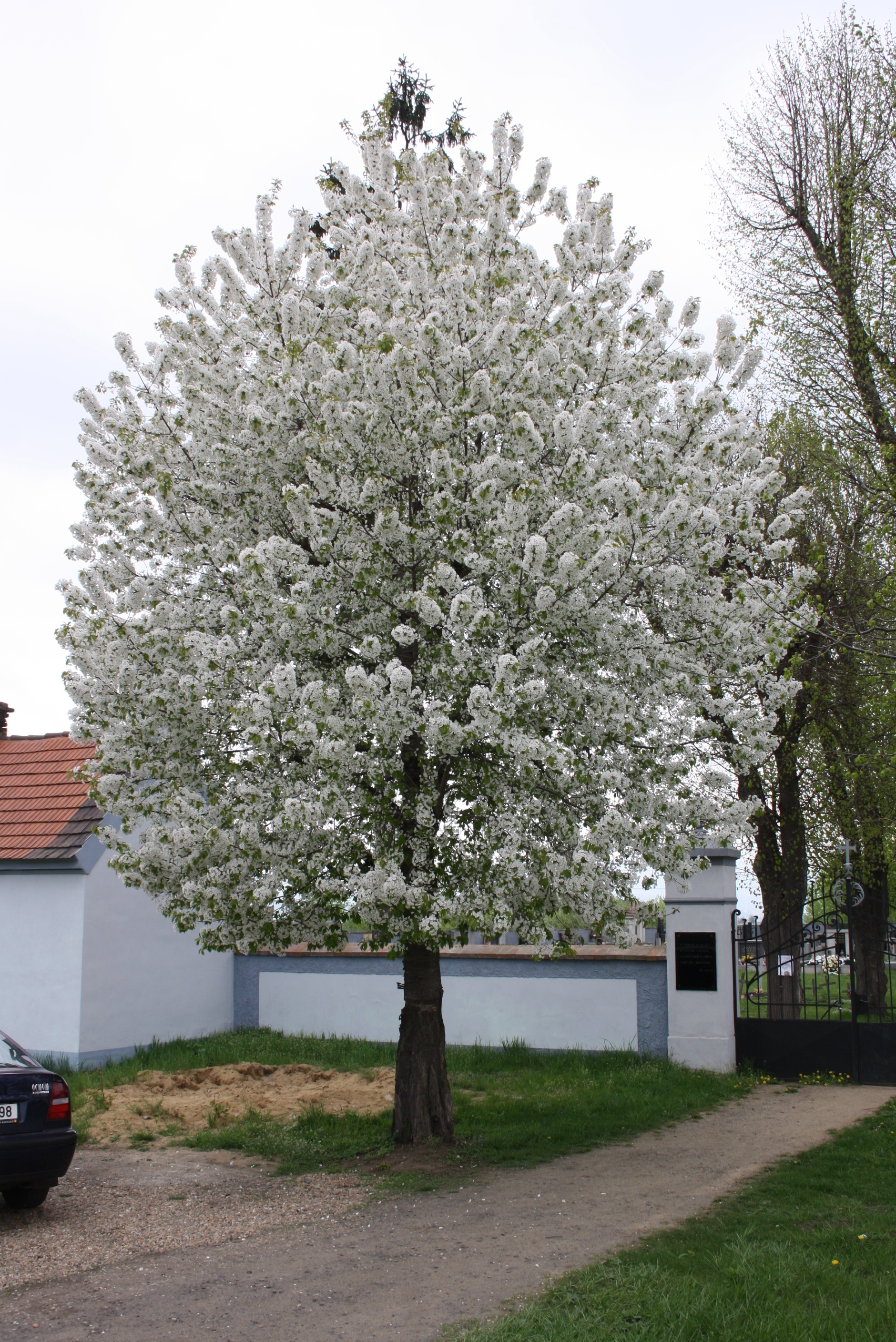
Rozkvetlá prvomájová třešeň.

První máj je v Česku tradičně chápán jako svátek lásky, zejména pod vlivem veršů Karla Hynka Máchy. V Československu byla tato interpretace postupně zastiňována oslavami Svátku práce nazývaného též První máj (v Československu již před 2. světovou válkou, ale zejména po roce 1945). 
Po roce 1990 začala česká periodika užívat ve spojení s 1. májem i užší význam – svátek zamilovaných.

## Česko
V Česku jsou první máj i celý květen tradičně chápány jako svátek a měsíc lásky. S tímto pojetím je tradičně spojena především noc předcházející prvnímu květnu zahrnující stavění a hlídání máje, vylévání cestiček z hašeného vápna smíšeného s vodou mezi domy milenců a malování vápnem srdcí a nápisů na jejich vrata.
Na první máj se také líbají zamilované páry pod rozkvetlým stromem. Podle etnografky Kláry Posekané se nejedná o starý zvyk, mohl vzniknout okolo počátku 20. století a pravděpodobně v městském prostředí, snad v souvislosti s Karlem Hynkem Máchou a Petřínem. Za vhodný strom bývá nejčastěji považována třešeň, višeň, jabloň či bříza.
V tento den či předcházející se také koná studentská slavnost majáles.

## Související slavnosti
První máj také úzce souvisí se slavnostmi konanými v jeho předvečer jako je české pálení čarodějnic, v německy mluvících zemích Valpuržina noc a Skandinávii a gaelský Beltaine a stavění májek. V římskokatolickém prostředí se celý květen konají májové pobožnosti k poctě Panny Marie.
Slavení tohoto dne se podobá římskému svátku Floralia konaném ve dnech 14. dubna až 3. května.

### Spojené království

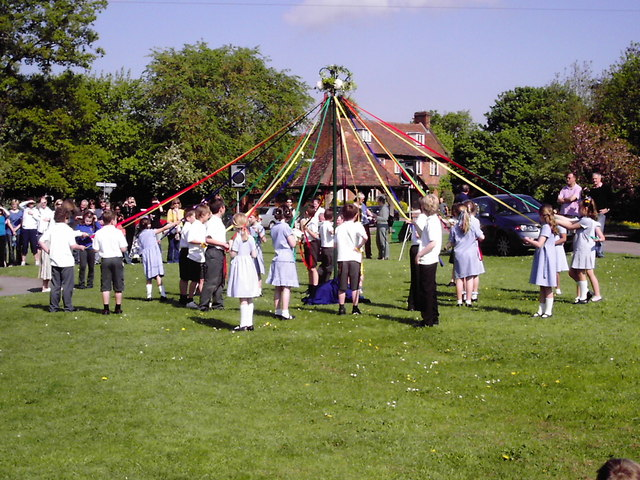
Děti tančící okolo májky v anglickém Tewinu, 2009

Ve Spojeném království se první máj slavil tradičně tancem mladých mužů a žen okolo májky a v některých venkovských oblastech je slaven dodnes. Oslavy zahrnovaly také průvod vedený dívkou zvolenou za Královnu máje, případně i chlapcem zvoleným Králem máje oděným v zelené symbolizující plodnost a jaro. Ve středověku bylo slavení tohoto svátku církví tolerováno, ale roku 1644 pod vlivem puritánů bylo stavění májek zakázáno. Po restauraci monarchie v roce 1660 však bylo jejich stavění obnoveno a v 19. století ještě získalo na popularitě. V téže době však oslavy ztratily zbytky svého předkřesťanského a plodnostního charakteru a tanec kolem máje se proměnil v dětskou hru.

## Inspirace oslav
- Máj, poema Karla Hynka Máchy, 1836[8]